# Saint-Éloy-les-Mines
Saint-Éloy-les-Mines é uma comuna francesa na região administrativa de Auvérnia-Ródano-Alpes, no departamento Puy-de-Dôme. Estende-se por uma área de 22,06 km². Em 2010 a comuna tinha 3 793 habitantes (densidade: 171,9 hab./km²).